# Ojanko
Ojanko (en suédois : Gjutan, est un quartier du district de Hakunila à Vantaa en Finlande,.

## Présentation
Ojanko est situé dans l'est de Vantaa , au nord-est du Kehä III et au nord de la Porvoonväylä.
À l'est, il borde le ruisseau Krapuoja, qui est aussi la frontière d'Helsinki.
Ses quartiers voisins de Vantaa sont Länsisalmi au sud, Vaarala au sud-ouest, Hakunila au nord-ouest et Sotunki au nord-est.
Le manoir de Håkansböle entouré de son parc, racheté par la ville de Vantaa, est situé dans le quartier d'Ojanko,.
Le quartier est en grande partie occupé par la zone de loisirs de plein air d'Ojanko, avec des sentiers de randonnée, des sentiers d'équitation et, en hiver, des pistes de ski.
Il y a aussi une école d'équitation Poni-Haka sur Ratsumestarntie, et il y a une zone de dressage de chiens du côté du Kehä III.
Le long de Sotungintie, l'école de la nature de Vantaa fonctionne dans l'ancienne école du village de Sottungsby, où il y a aussi une zone résidentielle.
À côté de la Porvoonväylä à Långmossebergen se trouve l'usine de valorisation énergétique des déchets de Vantaan Energia (fi), qui a été qualifiée de la plus efficace de son genre en Europe l'année de son achèvement en 2014.
L'usine produit environ la moitié des besoins en chauffage urbain de Vantaa et un tiers de ses besoins en électricité.
L'électricité est transférée au réseau national.

## Galerie

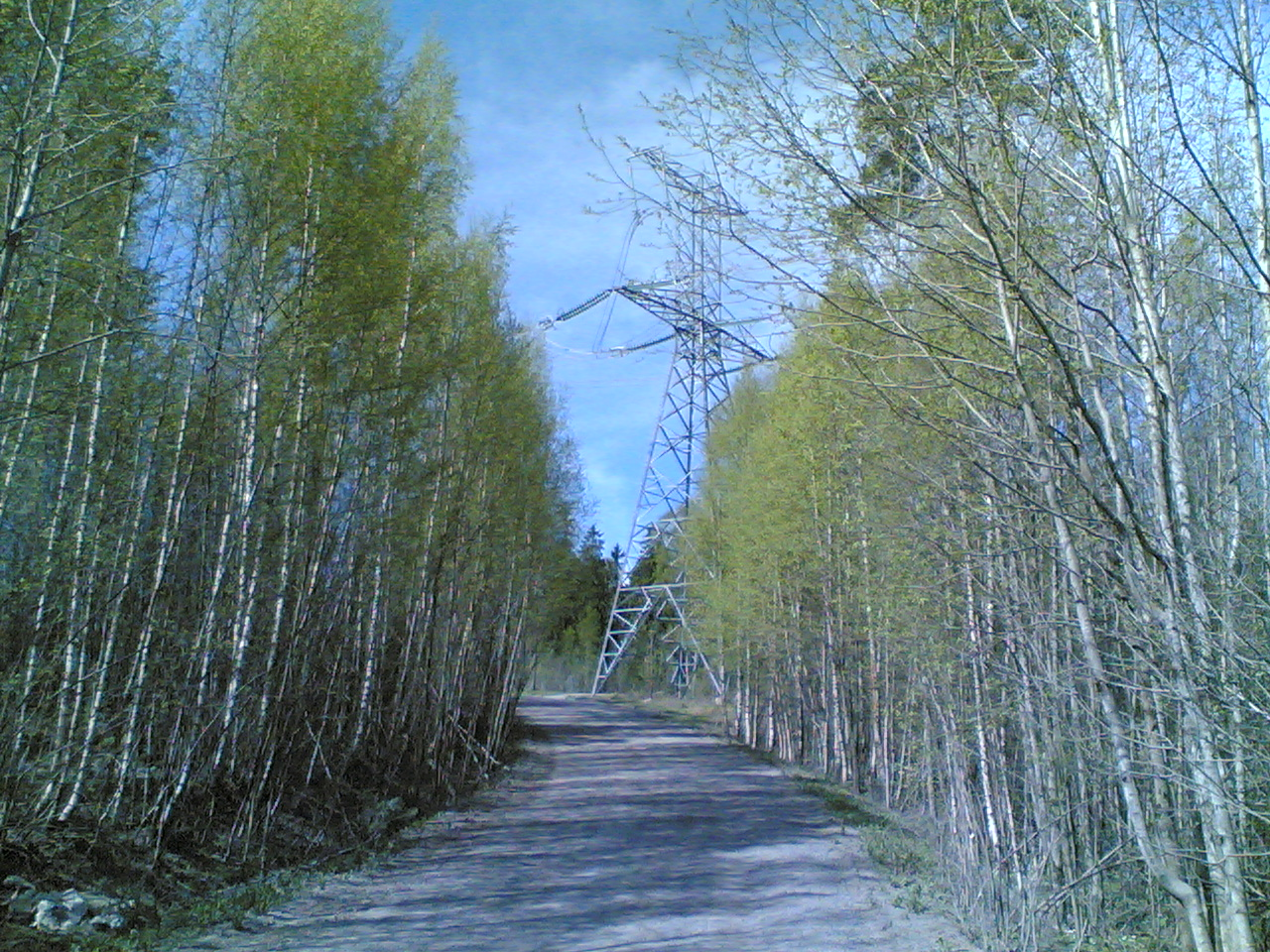
Pitkäsuontie.
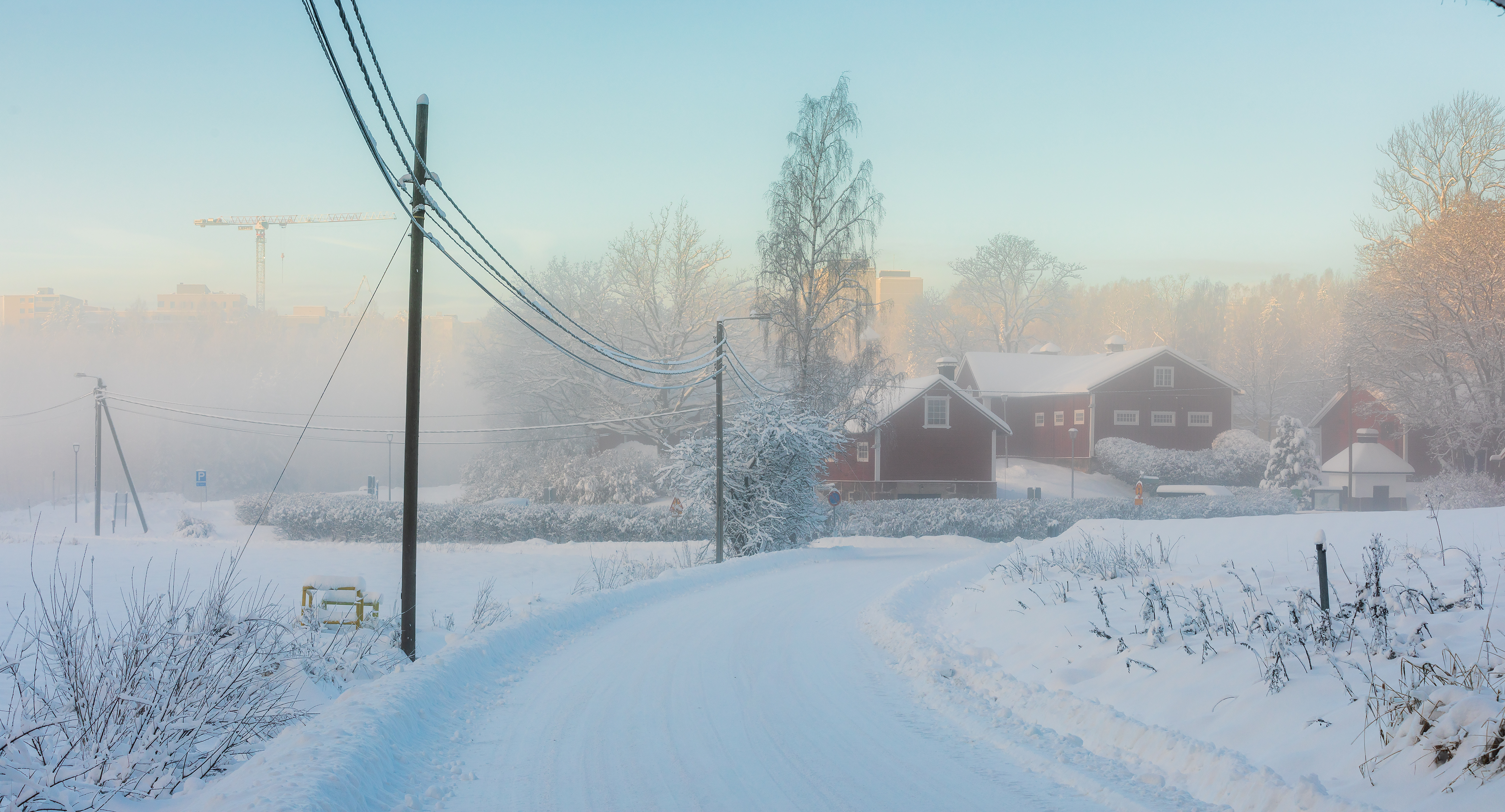
Vuorilehdontie.

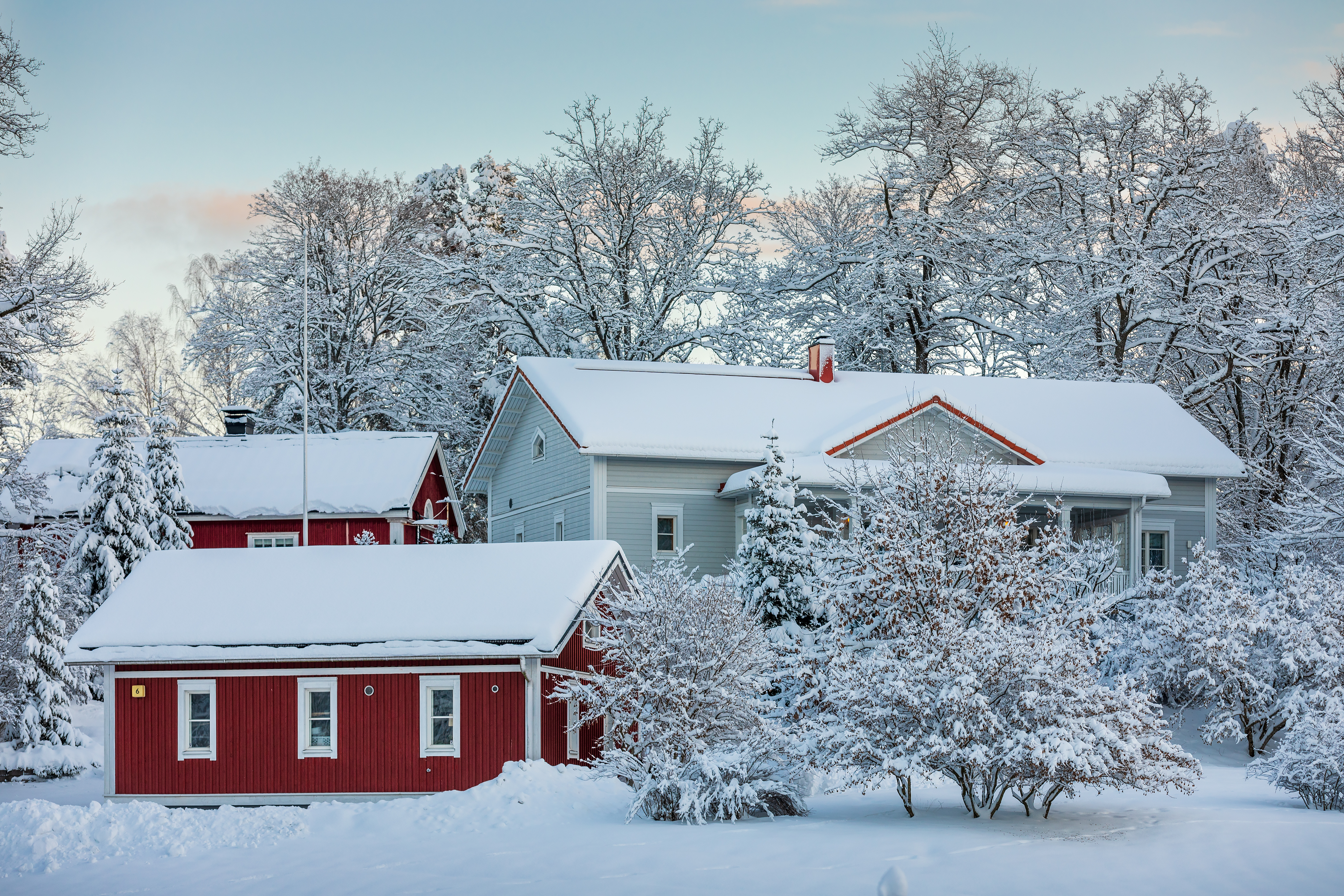
Zone résidentielle rue Kartanontie.
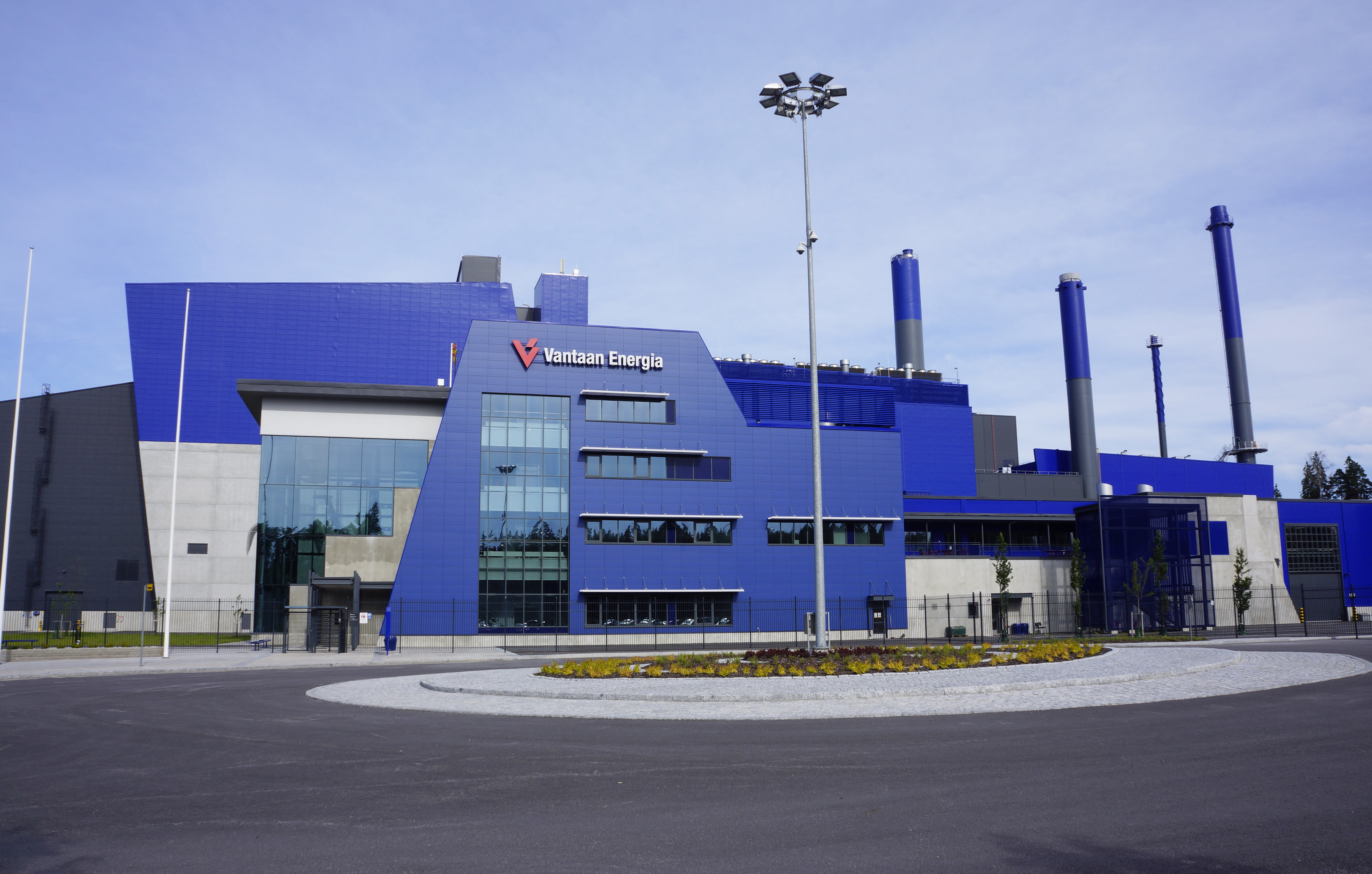
L'usine de valorisation énergétique des déchets.